# Bataille de Tinchebray
Invasion de la Normandie
par Henri Ier d'Angleterre
La bataille de Tinchebray a eu lieu le 28 septembre 1106, dans la ville de Tinchebray en Normandie, entre des troupes d'Henri Ier Beauclerc, roi d'Angleterre, et celle du duc de Normandie, son frère aîné Robert Courteheuse. 
Cette bataille s'est soldée par une victoire décisive d'Henri Beauclerc, qui lui permit de rattacher la Normandie à l'Angleterre, ce qui n'était plus le cas depuis la mort de leur père Guillaume le Conquérant en 1087. La Normandie restera liée à la couronne d'Angleterre jusqu'à l'annexion française en 1204.

## Contexte historique
Henri Beauclerc était en conflit avec son frère aîné, Robert Courteheuse, depuis la mort de leur frère Guillaume le Roux en 1100. En effet, Robert, poussé par son conseiller Rainulf Flambard, lui contestait la couronne d'Angleterre. En 1101, Robert avait débarqué sans succès à Portsmouth avant d’être forcé à renoncer, devant le manque de soutien populaire anglais, à sa prétention sur le trône anglais par le traité d'Alton.
Les conflits persistants entre les deux frères poussèrent Henri à envahir la Normandie en 1105, prenant notamment les villes de Bayeux et de Caen. Forcé un moment d’interrompre sa campagne en raison des problèmes politiques résultant de la querelle des Investitures, Henri revint en Normandie à l’été 1106. Après la prise rapide de l’abbaye fortifiée de Notre-Dame de l'Épinay à Saint-Pierre-sur-Dives, Henri mit le cap vers le sud et mit, le 28 septembre 1106, le siège devant le château de Tinchebray, place forte située sur une colline au-dessus de la ville.

## Préparatifs
Située dans le Sud-Ouest de la Normandie, sur la frontière du comté de Mortain, Tinchebray est tenue par le comte Guillaume de Mortain, un des quelques barons normands importants toujours fidèles à Robert Courteheuse. L’armée ducale arrive au secours des assiégés le 28 septembre. Après l’échec des tentatives de négociation, le duc refusant les offres du roi, la bataille s’avère inévitable et Henri donne l'ordre du combat.

## Déroulement de la bataille

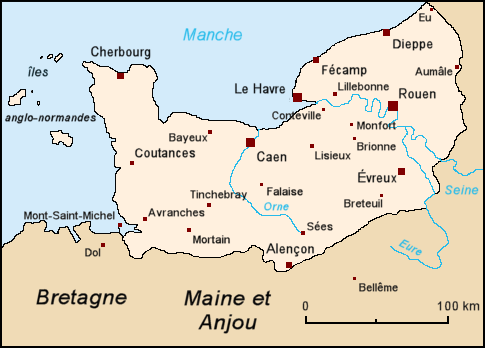
Tinchebray sur une carte de la Normandie du XIIe siècle.

Organisée en trois groupes, selon l’ordre habituel de l’époque, l’armée royale est commandée par Ranulph le Meschin, le comte de Meulan, Robert de Beaumont et Guillaume de Warenne. Henri a également avec lui le duc Alain Fergent, le comte Guillaume d'Évreux, Raoul III de Tosny, Robert de Montfort et Robert de Grandmesnil. Il dispose en outre d’une force de réserve, dissimulée à la vue, sous le commandement du comte du Maine Élie de la Flèche (mort en 1110).
Robert Courteheuse a avec lui le comte Guillaume de Mortain et Robert II de Bellême. Chacun commande une bataille. À l’issue du combat qui ne dure qu’une heure la majeure partie de l’armée ducale est capturée ou tuée, sans compter Robert lui-même qui fait partie des prisonniers et mourra en captivité, à Cardiff, près de 30 ans plus tard en Angleterre. Parmi les combattants capturés, figure également Edgar Atheling, l’oncle de l’épouse d’Henri et le comte de Mortain.
Élie de la Flèche est le principal artisan de la victoire d'Henri Ier Beauclerc dans la mesure où l’intervention de la force de réserve qu’il dirige s’avérera décisive : après une progression des forces royales contre les forces ducales, les deux armées sont en effet inextricablement mêlées au point de ne plus pouvoir combattre. C'est alors que Hélie de la Flèche, en attaquant les forces ducales à revers, vient briser la mêlée et porter définitivement la victoire du côté royal.

## Conséquences
Après avoir confisqué le comté de Mortain à Guillaume, Henri Beauclerc est reconnu duc de Normandie le 15 octobre 1106.
La plupart des prisonniers seront libérés à l'exception de Robert Courteheuse qui passera le restant de ses jours en captivité. Guillaume de Mortain ne sera libéré qu'après la mort d'Henri Ier.

## Extraits
« L'affrontement, qui s'est déroulé à Tinchebray à la fin de septembre 1106, fut comme de nombreuses batailles médiévales, un événement assez bref, mais ses conséquences marquèrent profondément l'histoire de la Normandie, de l'Angleterre et du royaume de France.
Pour les Normands, la bataille livra le duché aux mains du plus jeune fils de Guillaume le Conquérant, Henri Beauclerc, dont le gouvernement fort apporta la paix après vingt ans de désordre. Le duché fut dirigé selon ses propres lois et coutumes, ce qui lui conféra un certain nombre de spécificités durables, même après la période ducale.
L'Angleterre continua d'entretenir des relations avec la Normandie. Ses rois s'acharnèrent à conserver le duché ; son aristocratie ne cessa pas de posséder biens et intérêts dans le duché. Tinchebray inscrivit dans la durée ce qui s'était passé à Hastings quarante ans auparavant. » Professeur Judith Green (université d'Édimbourg)

## Dans la culture populaire
La Bataille de Tinchebray apparaît dans le jeu vidéo Age of Empires IV dans la campagne des normands.